# Karnaki királylista
A karnaki királylista ókori egyiptomi fáraók egy listája. 

## Története
III. Thotmesz uralkodása alatt (i. e. 1458–1425) készült, az ő ünnepi csarnokában, az Ah-Menuban található a karnaki templomban. Hatvanegy fáraót sorol fel az óbirodalmi Sznofruval kezdődően; a névből mára csak negyvennyolc olvasható, és az egyikük (Antef) nem szerepel kártusban.
Más királylistákhoz hasonlóan ez sem teljes, más listákon további királyok is szerepelnek, ezt az teszi különösen jelentőssé, hogy az első és második átmeneti kor uralkodói is szerepelnek rajta, akiket a legtöbb királyista nem szerepeltet.
1843-ben Emile Prisse francia kalandor darabjaira szedte és éjjel ellopta a királylistát tartalmazó kőtömböket, „Franciaország nagyobb dicsőségére”, mivel tudta, hogy Karl Richard Lepsius vezetésével német expedíció tart Karnak felé. A súlyosan károsodott lista ma a Louvre-ban tekinthető meg (Chambre des Ancetres).

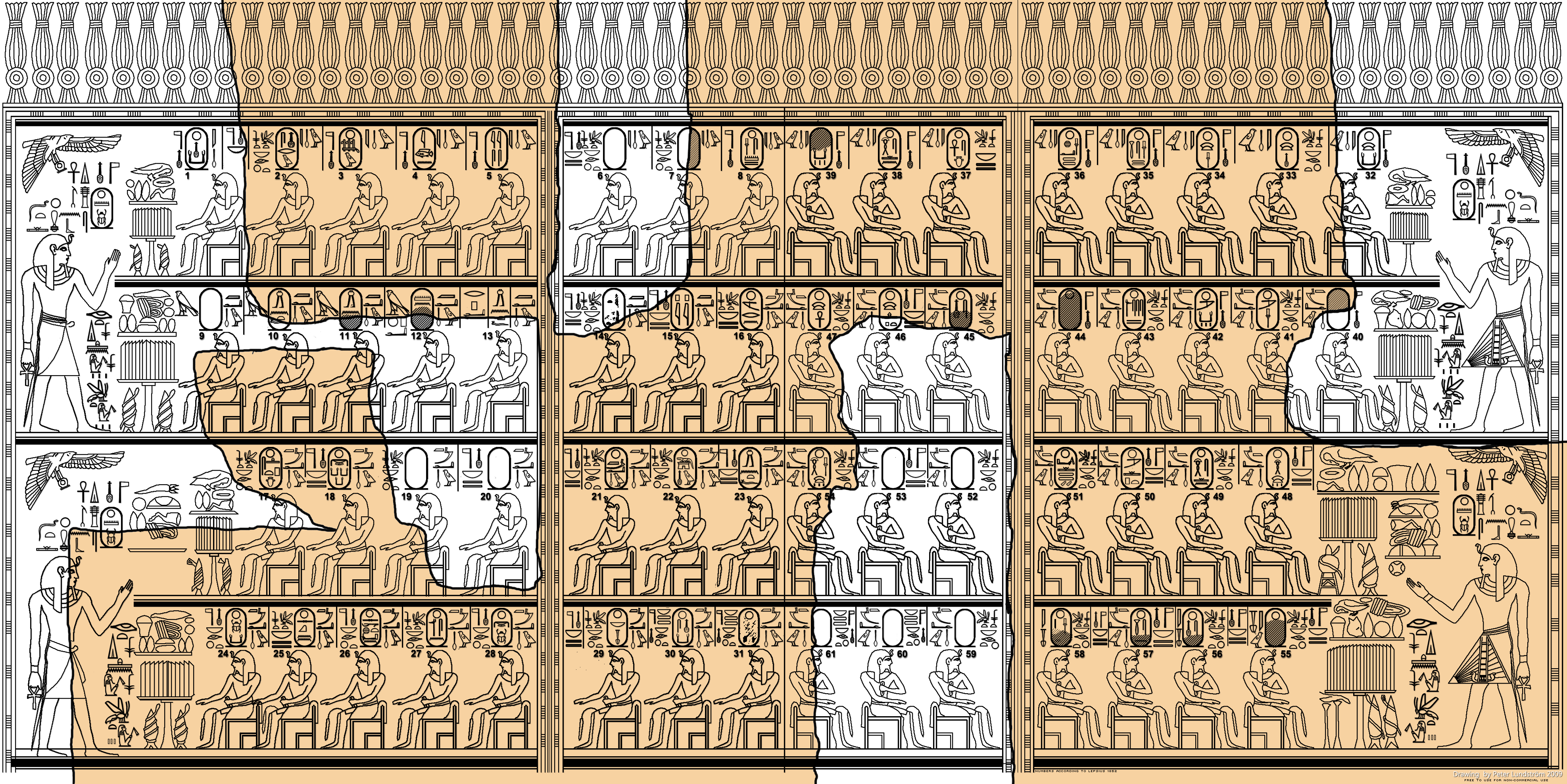
A királylista rajza

## Fáraók a királylistán
A listán a királyok uralkodói neve szerepel, itt mellette áll az általánosan ismert nevük is. A lista középen ketté van osztva és oldalról a közepe felé van számozva.
| Bal oldal                             | Jobb oldal                                   |          |          |
| Első sor                              | Első sor                                     | Első sor | Első sor |
| ------------------------------------- | -------------------------------------------- | -------- | -------- |
| 1. Noferkaré                          | 32. III. Szenuszert (Hakaré)                 |          |          |
| 2. Sznofru                            | 33. IV. Szobekhotep (Haneferré)              |          |          |
| 3. Szahuré                            | 34. I. Noferhotep (Haszehemré)               |          |          |
| 4. Niuszerré                          | 35. III. Szobekhotep (Szehemré Szewadzstaui) |          |          |
| 5. Dzsedkaré Iszeszi                  | 36. II. Szobekhotep (Szehemré Hutaui)        |          |          |
| 6. (elpusztult)                       | 37. V. Amenemhat (Szaanhibré)                |          |          |
| 7. (elpusztult)                       | 38. I. Nebirierau (Szewadzsenré)             |          |          |
| 8. Dzsehuti (Szehemré Szementaui)     | 39. …kau(ré)                                 |          |          |
| Második sor                           |                                              |          |          |
| 9. (elpusztult)                       | 40. (elpusztult)                             |          |          |
| 10. Antef                             | 41. II. Noferhotep (Merszehemré)             |          |          |
| 11. An…                               | 42. II. Szobekhotep (Merkauré)               |          |          |
| 12. Men…                              | 43. VIII. Szobekhotep (Szeuszertaui)         |          |          |
| 13. Antef                             | 44. …ré                                      |          |          |
| 14. Teti?                             | 45. Szenofer…ré                              |          |          |
| 15. Pepi                              | 46. V. Szobekhotep (Hahotepré)               |          |          |
| 16. I. Nemtiemszaf (Merenré)          | 47. I. Szobekhotep (Haanhré)                 |          |          |
| Harmadik sor                          |                                              |          |          |
| 17. I. Amenemhat (Szehotepibré)       | 48. Uanhkauré                                |          |          |
| 18. II. Amenemhat (Nebukauré)         | 49. Szenebmiu (Szeuahenré)                   |          |          |
| 19. (elpusztult)                      | 50. VI. Szobekhotep (Merhotepré)             |          |          |
| 20. (elpusztult)                      | 51. Wegaf (Hutauiré)                         |          |          |
| 21. IV. Amenemhat (Maaheruré)         | 52. (elpusztult)                             |          |          |
| 22. Szobeknoferuré (Szobekkaré)       | 53. (elpusztult)                             |          |          |
| 23. Intef                             | 54. Rahotep (Szehemréuahhau)                 |          |          |
| Alsó sor                              |                                              |          |          |
| 24. I. Szenuszert (Heperkaré)         | 55. …ré                                      |          |          |
| 25. Szekenenré Ta-aa (Szekenenré)     | 56. Szenofer…ré                              |          |          |
| 26. Szenahtenré Jahmesz (Szenahtenré) | 57. Szewadzs…ré                              |          |          |
| 27. Bebianh (Szeuszerenré)            | 58. Szehem…ré                                |          |          |
| 28. VII. Antef (Nubheperré)           | 59. (elpusztult)                             |          |          |
| 29. II. Montuhotep (Nebhetepré)       | 60. (elpusztult)                             |          |          |
| 30. III. Montuhotep (Szenoferkaré)    | 60. (elpusztult)                             |          |          |
| 31. (olvashatatlan)                   | 60.                                          |          |          |